# XV Spadochronowe Mistrzostwa Polski w Akrobacji Zespołowej RW-4 Bednary 2011
XV Spadochronowe Mistrzostwa Polski w Akrobacji Zespołowej RW-4 Bednary 2011 – odbyły się 5–7 października 2011 na lotnisku Poznań-Bednary. Gospodarzem Mistrzostw była Strefa Sky Camp, a organizatorem Spadochronowy Klub Sportowy Sky Camp we współpracy z Wojskowym Klubem Spadochronowym Skrzydło. Skoki wykonywano z wysokości 3 050 metrów (10 000 stóp) i opóźnieniem 35 sekund, ze strefowej Cessny Grand Caravan (SP-KON). Wykonano 10 kolejek, 8 regulaminowych, półfinałową (w której regulaminowo brało udział 5 drużyn) i finałową z udziałem 3 najlepszych drużyn.

## Rozegrane kategorie
Mistrzostwa rozegrano w jednej kategorii:
- Akrobacja zespołowa RW-4.

## Kierownictwo Mistrzostw
- Sędzia Główny – Maciej Antkowiak
- Komisja sędziowska – Mariusz Puchała, Andrzej Lamch, Jan Isielenis, Wojciech Polczyk (praktykant)
- Szef Techniczny – Dariusz Kajdy.

Źródło:

## Medaliści
Medalistów XV Spadochronowych Mistrzostw Polski w Akrobacji Zespołowej RW-4 Bednary 2011 podano za: Lidia Kosk: Wyniki Mistrzostw Polski w Formation Skydiving, lata 1989–2014. [dostęp 2021-02-08]. (pol.). i Sławomir Kasjaniuk: Skoczkowie z Krzesin mistrzami Polski w RW-4. 2011-10-11. (pol.).
| Konkurencja              | Złoto                | Srebro              | Brąz             |
| Akrobacja zespołowa RW-4 | OSWRiS SP I Krzesiny | Fliteclub Włocławek | Sky Camp Bednary |

## Wylosowane zestawy figur
Wylosowane zestawy figur XV Spadochronowych Mistrzostw Polski w Akrobacji Zespołowej RW-4 Bednary 2011 podano za: Jan Isielenis, Archiwum Sekcji Spadochronowej Aeroklubu Gliwickiego, 2011, s. 1.
- I kolejka (F – S – 22)
- II kolejka (B – A – 12 – 11)
- III kolejka (16 – 19 – 8)
- IV kolejka (L – 7 – 17)
- V kolejka (10 – C – N – 9)
- VI kolejka (8 – K – G – 14)
- VII kolejka (20 – 1 – M)
- VIII kolejka (2 – P – O – H)
- IX kolejka (15 – D – 21)
- Finał (Q – 3 – J – E)
- Dogrywka (13 – 18 – 4).

## Wyniki
Wyniki Uczestników XV Spadochronowych Mistrzostw Polski w Akrobacji Zespołowej RW-4 Bednary 2011 podano za: Jan Isielenis, Archiwum Sekcji Spadochronowej Aeroklubu Gliwickiego, 2011, s. 1.
W Mistrzostwach brało udział 25 zawodników  reprezentujących 5 zespołów.
| Klasyfikacja – Akrobacja zespołowa RW-4 | Klasyfikacja – Akrobacja zespołowa RW-4                                                                                     | Klasyfikacja – Akrobacja zespołowa RW-4 | Klasyfikacja – Akrobacja zespołowa RW-4 | Klasyfikacja – Akrobacja zespołowa RW-4 | Klasyfikacja – Akrobacja zespołowa RW-4 | Klasyfikacja – Akrobacja zespołowa RW-4 | Klasyfikacja – Akrobacja zespołowa RW-4 | Klasyfikacja – Akrobacja zespołowa RW-4 | Klasyfikacja – Akrobacja zespołowa RW-4 | Klasyfikacja – Akrobacja zespołowa RW-4 | Klasyfikacja – Akrobacja zespołowa RW-4 | Klasyfikacja – Akrobacja zespołowa RW-4 |
| --------------------------------------- | --- | --------------------------------------- | --------------------------------------- | --------------------------------------- | --------------------------------------- | --------------------------------------- | --------------------------------------- | --------------------------------------- | --------------------------------------- | --------------------------------------- | --------------------------------------- | --------------------------------------- |
| Miejsce                                 | Drużyna | Kolejka                                 | Kolejka                                 | Kolejka                                 | Kolejka                                 | Kolejka                                 | Kolejka                                 | Kolejka                                 | Kolejka                                 | Kolejka                                 | Kolejka                                 | Razem                                   |
| Miejsce                                 | Drużyna | I                                       | II                                      | II                                      | IV                                      | V                                       | VI                                      | VII                                     | VIII                                    | IX                                      | Finał                                   | Razem                                   |
| 1                                       | OSWRiS SP I Krzesiny Piotr Augustyniak, Piotr Błażewicz, Sławomir Bednarski, Maciej Lamentowicz, Mirosław Wojtania (kamera) | 8                                       | 6                                       | 9                                       | 10                                      | 9                                       | 10                                      | 11                                      | 13                                      | 9                                       | 11                                      | 96                                      |
| 2                                       | Fliteclub Włocławek Marek Nowakowski, Dariusz Filipowski, Witold Kielerz, Jarosław Szot, Marcin Szot (kamera)               | 9                                       | 1                                       | 9                                       | 10                                      | 10                                      | 6                                       | 9                                       | 10                                      | 7                                       | 10                                      | 81                                      |
| 3                                       | Sky Camp Bednary Sebastian Dratwa, Emanuela Paczulla, Bartosz Cisek, Wojciech Schneider, Ewa Nowowiejska–Brożko (kamera)    | 7                                       | 10                                      | 7                                       | 10                                      | 9                                       | 8                                       | 9                                       | 6                                       | 6                                       | 8                                       | 80                                      |
| 4                                       | OSWRiS SP II Krzesiny Marcin Laskowski, Tomasz Rapita, Rafał Filus, Piotr Kut, Marek Pietrzak (kamera)                      | 7                                       | 4                                       | 3                                       | 7                                       | 2                                       | 6                                       | 6                                       | 8                                       | 5                                       | –                                       | 48                                      |
| 5                                       | Maverick Poznań Marcin Pietrucha, Jan Ślusarczyk, Piotr Sateja, Paweł Kardyni, Laura Stachowska (kamera)                    | 4                                       | 4                                       | 4                                       | 3                                       | 3                                       | 4                                       | 5                                       | 5                                       | 4                                       | –                                       | 36                                      |